# منتخب أنتيغوا وباربودا لكرة السلة
منتخب أنتيغوا وباربودا لكرة السلة هو ممثل أنتيغوا وباربودا الرسمي في المنافسات الدولية في كرة السلة. ينتمي إلى منطقة اتحاد الأمريكتين لكرة السلة. انضم إلى الاتحاد الدولي لكرة السلة في عام 1976.